# Pitagorio
Pitagorio (nwgr. Πυθαγόρειο, do 1955 roku: Tigani) – miejscowość w Grecji, na wyspie Samos, w administracji zdecentralizowanej Wyspy Egejskie, w regionie Wyspy Egejskie Północne, w jednostce regionalnej Samos. Historyczna siedziba gminy Samos. W 2011 roku liczyła 1272 mieszkańców. 
Współczesne miasto stoi na miejscu starożytnego portu, zaliczanego do najstarszych w basenie Morza Śródziemnego – pierwsze falochrony powstały tu w VI wieku p.n.e. W okolicach miasta natrafiono także na pozostałości antycznego miasta Samos – ruiny teatru, łaźni rzymskich, a także fragmenty fortyfikacji i szczątki pałacu Polikratesa. Powyżej miasta znajduje się także Tunel Eupalinosa, zbudowany w VI w. p.n.e., który doprowadzał do starożytnego miasta wodę ze źródła w górach.
W 1992 roku kompleks ruin pitagorejonu wraz z pobliskim Herajonem wpisano na listę światowego dziedzictwa UNESCO.